# Bernard Loiseau
Bernard Loiseau (n. 13 ianuarie 1951, Chamalières, Auvergne, Franța – d. 24 februarie 2003, Saulieu, Bourgogne, Franța) a fost un bucătar francez. El s-a împușcat în 2003, când ziarele speculau că rangul restaurantului său va fi retrogradat.

## Biografie
Loiseau s-a născut în Chamalières, Auvergne, regiune centrală din Franța. De pe vremea adolescenței el a decis că vrea să devină bucătar, el învățând meserie la faimosul restaurant La Maison Troisgros între 1968 și 1971.

## Carieră
În 1972, Loiseau a început munca la restaurantul  La Barrière de Clichy deținut de Claude Verger, și în scurt timp a fost catalogat ca fiind un fenomen de către Gault Millau, un susținător al bucătăriei moderne și nu a stilului gastronomic francez clasic. Când Verger a cumpărat restaurantul La Côte d'Or din Saulieu în 1975, l-a numit pe Loiseau bucătar șef și în scurt timp acesta a putut să își dezvolte un stil de preparare a mâncărurilor personal. Șapte ani mai târziu Bernard Loiseau a cumpărat restaurantul de la Verger, iar în 1991 Manualul Michelin a acordat restaurantului un rang de 3 stele. Atenția sa fanatică asupra detaliilor, etica de lucru frenetică și gustul său ieșit din comun l-au propulsat în topul bucătarilor din Franța, aducându-i și clienți exigenți dar loiali.
Bernard Loiseau a înființat în 1998 Bernard Loiseau SA și a fost primul bucătar celebru care are propriul lanț de restaurante. El a publicat numeroase cărți, a pornit o linie de alimente înghețate, a deschis trei cantine în Paris.
Guvernul francez l-a decorat cu gradul de cavaler al Legiunii de Onoare, cel mai înalt grad, în 1994, cavaler în cadrul Ordinului Național de merit în 1986, ofițer în cadrul Ordinului Național de merit în 2002 și cavaler al Meritului Agricol.

## Moartea

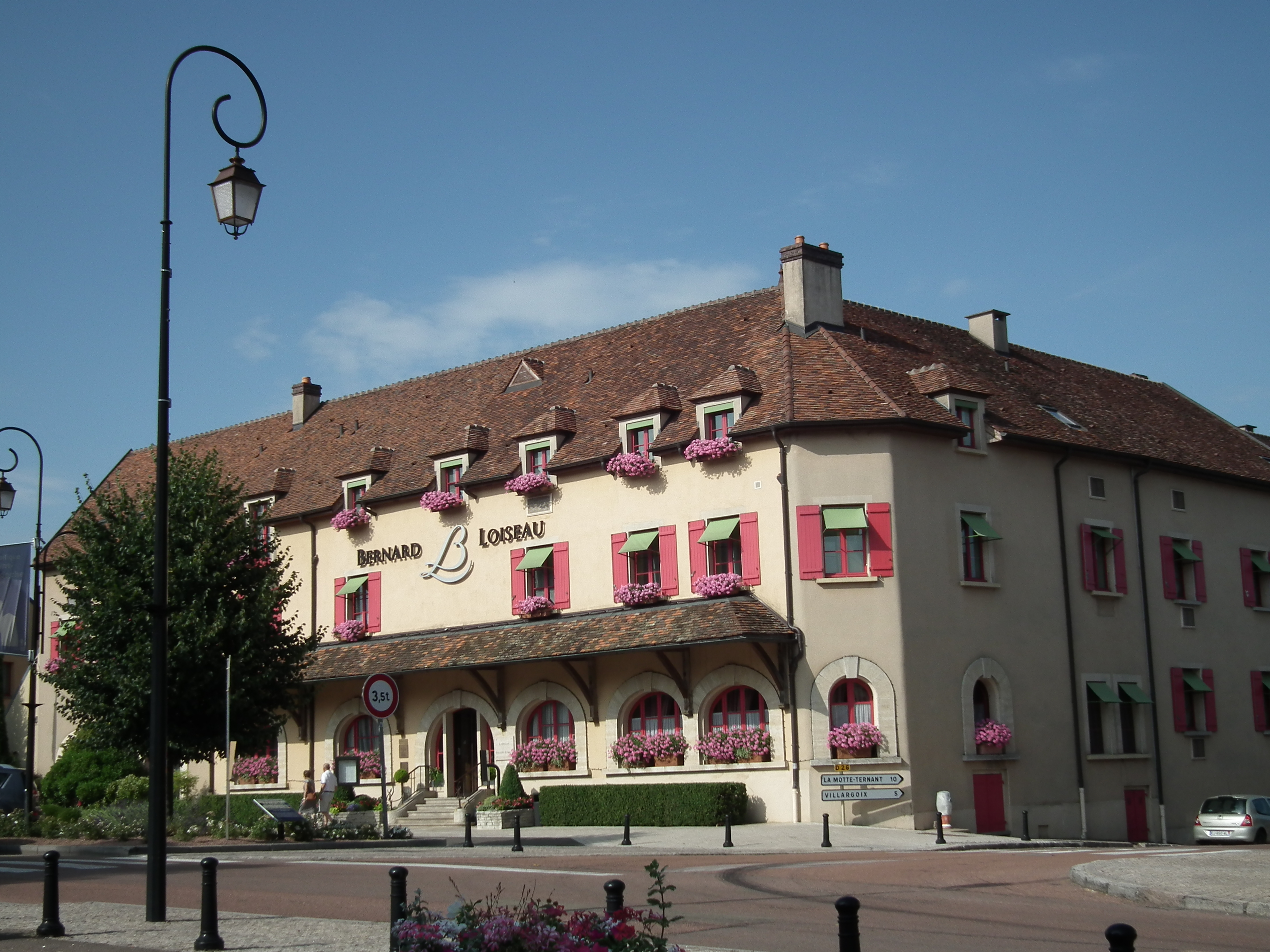
La Côte d'Or

La sfârșitul anilor '90 o nouă artă culinară a ajuns în Franța cu origini din Asia care combina mai multe elemente din bucătăria mai multor țări, mișcare căreia Loiseau i-a rezistat. Ușor-ușor, modul de gătire al său începea să fie din ce în ce mai puțin căutat. În această perioadă a intrat în datorii și a început să aibă crize de depresie din ce în ce mai severe.
Bernard Loiseau s-a sinucis la data de 24 februarie 2003, împușcându-se în gură după o zi plină la muncă. Manualul Gault Millaut a scăzut recent ratingul restaurantului de la 19/20 la 17/20 și existau zvonuri că urma să piardă rangul de 3 stele.
Loiseau și-a făcut un scop în viață să fie un bucătar de 3 stele, un țel care a necesitat 17 ani de muncă. După moartea sa, bucătarul de 3 stele Jacques Lameloise zicea mereu: "Dacă pierd o stea, mă omor!". Mai târziu a fost descoperit faptul că el a fost descurajat din cauza datoriilor sale și din cauza scăderii venitului, Michelin a fost acuzat ca având o parte a vinei.
Din 2007 restaurantul La Côte d'Or a redevenit un restaurant de 3 stele sub îndrumarea bucătarului Patrick Bertron.

## Media
Subiectul filmului Ratatouille are ca rădăcini povestea de viață al lui Bernard Loiseau, restaurantul La Côte d'Or fiind unul dintre restaurantele pe care le-a vizitat regizorul filmului.